# Corynoneura minuscula
Corynoneura minuscula är en tvåvingeart som beskrevs av Lars Zakarias Brundin 1949. Corynoneura minuscula ingår i släktet Corynoneura och familjen fjädermyggor. Inga underarter finns listade i Catalogue of Life.